# Château de Beaugency
Le château de Beaugency, parfois appelé château Dunois, est situé à Beaugency, dans le département du Loiret, en région Centre-Val de Loire. Il fait partie des châteaux regroupés sous l’appellation touristique des châteaux de la Loire.
Édifié pendant la période médiévale, il s’agit d’un logis seigneurial d’abord propriété des seigneurs de Beaugency puis des rois de France et des ducs d’Orléans jusqu’à la Révolution française de 1789. Le château bénéficie également d’un jardin suspendu, d’une cour d'honneur et d’une chapelle.
Essentiellement connu comme étant la demeure de Jean de Dunois (1402-1468), dit le bâtard d’Orléans compagnon d’armes de Jeanne d'Arc, le château a été témoin d’épisodes notables de l’histoire de France : des figures telles que François Ier, Louis XI et Jeanne d'Arc ont marqué la vie du château et de la ville de Beaugency. Peu de temps après le décret de Napoléon Ier de 1808, le château est transformé en dépôt de mendicité de 1840 à 1925 . Il hébergera ensuite le musée d’art et tradition populaire de l’Orléanais jusqu’en 2002.
La demeure des princes de Dunois est aujourd’hui une demeure privée. Le château a été rouvert au public en octobre 2014 après des travaux de mise aux normes. Il est depuis 2021, un château de Lumières dédié à l'histoire du lieu et aux arts numériques. 

## Localisation
Le château est situé dans le département du Loiret, en région Centre-Val de Loire, dans le centre-ville de la commune française de Beaugency, à l'angle du passage Pellieux et de la place Dunois, à 88 m d'altitude. Localisé à environ 200 m de la rive droite de la Loire, le château se trouve à environ 25 km au sud d’Orléans à vol d’oiseau.
Le château de Beaugency est accessible via l’ensemble des axes et moyens de transports qui desservent la ville : gare ferroviaire de Beaugency, réseau d'autocars départemental (lignes 9 et 19) et route départementale 925.
L'édifice est situé à environ 9 km de la sortie 15 de l'autoroute A10.

## Historique

### Origines moyenâgeuses
L’histoire du château de Beaugency remonte au Moyen Âge central. La construction de la forteresse médiévale a débuté au XIe siècle.
La ville forte développée autour du château abrite aussi une abbaye qui a été témoin de plusieurs événements de l’histoire de France. En effet, dans l’abbatiale Notre-Dame, se tinrent les conciles ayant annulé les mariages respectifs de deux rois de France : Philippe Ier et Louis VII le Jeune,.
En 1292, le château de Beaugency devient propriété du roi de France, lorsque le dernier seigneur de la lignée de Beaugency, Raoul II, le vend à Philippe IV le Bel[réf. nécessaire],. En 1379, il est cédé  aux ducs d'Orléans.

#### La guerre de Cent Ans
En 1439, Charles Ier d'Orléans cède à titre viager, puis définitivement en 1441 à sa libération, le comté de Dunois à son demi-frère, Jean de Dunois, alors surnommé le Bâtard d’Orléans. Dunois, compagnon d’armes de Jeanne d'Arc, participait activement à la libération de Charles d’Orléans, emprisonné en Angleterre pendant 25 ans suivant la défaite française à Azincourt.
Entre l’affrontement à Azincourt en 1415 et le siège d’Orléans en 1429, le royaume de France connaît sa période la plus critique dans la guerre de Cent Ans. Beaugency, avec Meung-sur-Loire, Orléans, et Jargeau, forment alors un des derniers remparts pour bloquer la progression des Anglais dans la Loire. C’est à cette époque que la chanson du carillon de Vendôme, citant Beaugency, est inventée.
L’offensive lancée par les Anglais en 1428 sur la vallée de la Loire leur permettent de prendre possession de Beaugency qui devient la propriété du comte de Salisbury. La ville reste sous l’occupation anglaise jusqu’à la campagne de la vallée de la Loire menée par Jeanne d’Arc en 1429, après le succès du siège d’Orléans. Beaugency est ainsi libérée de l'occupation anglaise le 17 juin 1429, la veille de la bataille de Patay, dernier combat de la campagne se soldant sur une victoire des troupes françaises.[réf. nécessaire]

### Renaissance
Le climat s’étant apaisé dans la vallée de la Loire après 1429, Dunois entreprend des travaux importants à Beaugency avec son épouse, Marie d’Harcourt. La jouissance du lieu lui ayant été accordée par Charles Ier d'Orléans, il fait bâtir une demeure seigneuriale sur les ruines du château médiéval.[réf. nécessaire]
L’oncle de Marie, Jean d'Harcourt, archevêque de Narbonne, rachète Beaugency à Charles d’Orléans le 15 juillet 1443. Bien qu’ils n’étaient pas propriétaires de la seigneurie de Beaugency, Dunois et Marie en deviennent seigneurs en considération de leur présence au château et de leur autorité. À la mort de l’archevêque en 1452, Dunois, alors propriétaire, commence des aménagements plus importants. Jusqu’à 1460, le logis seigneurial est agrandi. Puis Dunois s’installe à Châteaudun où il entame la reconstruction du château et fait bâtir une Sainte Chapelle. Dunois décède en 1468.[réf. nécessaire]
Le petit-fils de Jean de Dunois, le cardinal Jean d'Orléans-Longueville, archevêque de Toulouse, fait aussi quelques travaux dans le logis seigneurial de Beaugency. C’est entre 1518 et 1524 que le logis de Longueville est construit. L’archevêque fait construire des voûtes dans l’escalier à vis du château et construire ainsi un cabinet voûté au rez-de-chaussée et un autre à l’étage pour son usage personnel. Un jardin est ajouté sur le fossé au pied du logis puis est transformé en terrasse en 1525.
Le roi de France François Ier vient en visite à Beaugency en 1519, alors que le logis Dunois est en travaux de réhabilitation et que le nouveau logis est encore en construction. Il séjourne donc dans une chambre à la localisation inhabituelle, à côté du garde-manger, au rez-de-chaussée, l’endroit le plus sûr pour installer le roi et sa famille. On raconte qu’il aimait jouer au jeu de paume dans la cour du château. Il est de nouveau reçu à Beaugency du 5 au 16 octobre 1526 et revient en novembre 1536, trois ans après le décès de Longueville.[réf. nécessaire]

### Temps modernes

#### Les guerres de Religion 1562-1598
Pendant les guerres de Religion, opposant les catholiques et les protestants à la fin du XVIe siècle, Beaugency se situe au centre de violentes batailles. Elle fut pillée à plusieurs reprises par les protestants. En 1568, le jour du vendredi Saint, les protestants pillèrent les demeures catholiques de la ville de Beaugency. Ils incendièrent la plupart des églises, chapelles et autres édifices religieux. Le feu de la collégiale Notre Dame atteignit aussi le donjon dont il ne resta plus qu’une muraille vide, la structure charpentée ayant brûlé. Entre 1569 et 1571, la chapelle est remise en état. Le 24 août 1572, les massacres de la Saint-Barthélemy font rage à Beaugency. Ce n’est qu’en 1577 que la collégiale Notre-Dame fut reconstruite. En 1586, Catherine de Médicis réclame le château pour elle et son fils.[réf. nécessaire]

#### XVIII ème siècle
La vie de la forteresse de Beaugency au XVIIIe siècle est marquée par la destruction de la partie fortifiée du pont médiéval, présent dans le testament du seigneur Simon II de Beaugency en 1149. La tête de pont fortifiée romane reposait sur les quatre premières archères. Elle incluait un pont levis, des tours abritant les chapelles Saint-Jacques et Saint-Antoine, et une tour-porte de ville donnant sur la rue qui menait directement à la porte principale du château. En 1767, ces fortifications romanes et les quatre premières arches du pont furent détruites pour élargir le passage entre la route d’Espagne, la Sologne et la ville. En 1793, une grande partie de l’église paroissiale Saint-Firmin fut également démolie.

### Époque contemporaine

#### Le dépôt de mendicité 1840 – 1925
Le département du Loiret, fait l’acquisition du château de Beaugency en 1837 et y installe un dépôt de mendicité de 150 places en 1838. Un décret de l'empereur Napoléon Ier en 1808 ordonne en effet à chaque département d’ouvrir de tels établissements pour réinsérer les mendiants, vagabonds et prostituées dans la société en les rééduquant au travail. Les pensionnaires étaient libérés après plusieurs mois lorsqu'ils étaient jugés aptes à gagner leur vie par eux-mêmes et s'ils avaient gardé une conduite exemplaire.
Au dépôt de Beaugency, les hommes valides sont assignés aux travaux nécessitant de la force comme les champs ou encore le ramassage des ordures de la ville. Quant aux infirmes et aux personnes âgées, ils accomplissent les tâches moins physiques tels que le travail de la paille ou de la laine. Pour approvisionner le dépôt en pain, une boulangerie, dont le four est encore visible, fut mise en place.

#### XX ème et XXI ème siècles
Le château de Beaugency est classé au titre des monuments historiques par arrêté du 18 août 1926. La ville est inscrite au patrimoine mondial de l’UNESCO depuis 2000 dans la zone de classement de la région naturelle du Val de Loire.
En 2012, Le conseil départemental du Loiret décide de se séparer de ce bien et le vend à un privé. Le château subit alors de nombreux travaux pour rouvrir au public en octobre 2014, après onze ans de fermeture. 
Au printemps 2021, après de nouveaux travaux de restauration, Jérémie Bellot et Anne-Sophie Acomat transforment le château de Beaugency  en lieu consacré au patrimoine historique du lieu et aux arts contemporains, notamment ceux de la lumière et du numérique.
Le château de Beaugency constitue une étape sur les routes des Châteaux de la Loire et de la Loire à vélo.

## Description

### Le château fort
Il ne reste aujourd’hui que le donjon comme seul témoin de la puissance militaire des seigneurs de Beaugency à partir du XIe siècle. Cette tour quadrangulaire d’architecture romane, aussi connue sous le nom de Tour César, mesure 36 mètres de haut. Elle est souvent comparée au donjon du château de Loches qui lui est similaire et date de la même époque.
À l’époque médiévale, le site castral est entouré d’un fossé et d’une muraille. Une collégiale castrale est édifiée en 1030 non loin du donjon, dans l’enceinte du château fort. Des édifices religieux ont été bâtis dans la place militaire au XIIe siècle. L’enceinte de la ville forte a évolué au fil des décennies. La période 1120-1130 correspond à la construction supposée du pont sur la Loire. Il comporte une tête fortifiée romane qui reposait sur les trois premières arches. Cette tête incluait un pont levis, deux tours qui abritaient les chapelles Saint-Jacques et Saint-Antoine, et une tour-porte de ville ouvrant sur la rue qui conduisait à l’entrée principale du château. Les fortifications de la tête de pont sont détruites en 1767.

### Le logis seigneurial
Au cours du XVe siècle, Jean de Dunois entame de nombreux travaux pour créer le logis seigneurial sur les constructions médiévales. Entre 1450 et 1460, le logis est agrandi et augmenté d’une tour armée d’archères-canon. Le corps du logis, de style gothique, comporte des fenêtres à meneaux et est surmonté d’une charpente médiévale. Il présente des galeries à deux niveaux. Une chapelle, dédiée à saint Georges est placée au-dessus d’une des entrées du château, pratique courante au Moyen Âge. La garde de l’entrée de Beaugency est ainsi confiée à saint Georges, patron des chevaliers et de la cavalerie. Le dessin du vitrail de la chapelle, datant de 1325, est similaire à celui de la chapelle de Navarre à la collégiale Notre-Dame de Mantes-la-Jolie.
Le cardinal Jean d’Orléans-Longueville, petit-fils de Jean de Dunois, entreprend à son tour des modifications importantes sur le logis seigneurial au début du XVIe siècle. Entre 1518 et 1524, il fait construire l’aile ouest (Renaissance) en face du logis de Dunois aussi appelée « aile Longueville ». On lui doit également l’oratoire orné de fresques. En 1519, il réhabilite l’escalier à vis et y fait installer des voûtes, créant ainsi un cabinet lambrissé et voûté au rez-de-chaussée et à l’étage. Dans les années qui suivent, il fait réaliser de nombreux travaux d’entretien : les menuiseries, les planchers, les plafonds, les couvertures, les cheminées et les baies de l’aile Est sont refaits. Les dernières modifications réalisées sur le logis datent du XIXe siècle, lorsqu’il est transformé en dépôt de mendicité.
Aujourd’hui le logis est composé de quatre bâtiments : à l’est, se trouve le logis de Dunois et la chapelle ; en face, à l’ouest, se dresse l’aile Longueville et son pavillon, modifiés a posteriori ; au nord, un bâtiment du XIXe siècle a été édifié face à l’entrée, à la place d’une ancienne cuisine ; au sud, restent les galeries construites sur deux niveaux, supposément par Dunois. Le corps de galeries est traversé au rez-de-chaussée par un passage qui rallie l’extérieur.

### Le jardin suspendu
C’est au temps de Jean de Longueville qu’un jardin est ajouté sur le fossé au pied du logis. Une autre partie des fossés ayant déjà été vendue à la fin du XVe siècle pour la construction d’habitations. Jusqu’à 1519, les fossés sont comblés et agrémentés d’un jardin bas. 
Longueville fait bâtir des treilles et tonnelles et rehausser le jardin au niveau du rez-de-chaussée du logis. Un terre-plein permet de descendre dans le jardin par degrés. En 1525, ce jardin est transformé en terrasse.
Le jardin d’aujourd’hui est reproduit à l’identique de ce qu’il était à cette époque.

## Lieu de tournage
En 2015, une équipe de l'émission Secrets d'Histoire a tourné plusieurs séquences au château dans le cadre d'un numéro consacré à Jeanne d'Arc, intitulé Jeanne d'Arc, au nom de Dieu diffusé le 22 septembre 2015 sur France 2.